# Danny Murphy (attore britannico)
Danny Murphy (Wallsend, 20 febbraio 2004) è un attore britannico, è conosciuto dalla comunità sorda britannica per i suoi spettacoli teatrali e per i video su YouTube che segna fluentemente in lingua dei segni britannica.

## Filmografia

### Cinema
- You, Me (cortometraggio, 2012)
- Don't Make A Sound (cortometraggio, 2018)
- Un'improbabile amicizia (2019)
- Deaf Junior Ghostbuster (cortometraggio, 2020)

### Televisione
- Up For It (Danny, stagione 2 episodi 1 e 3, 2017)